# Digenita
La digenita és un mineral de la classe dels sulfurs, que pertany i dona nom al grup calcocita-digenita. Va rebre el seu nom l'any 1844 per August Breithaupt del grec διγενηζ, digenus, de dos orígens, perquè està relacionada amb la calcocita i la covel·lita.

## Característiques
La digenita és un sulfur de fórmula química Cu9S₅, que es fa servir com a mena de coure. Cristal·litza en el sistema trigonal. Acostuma a trobar-se formant intercreixements amb altres sulfurs de coure. Rarament es troba formant cristalls pseudocúbics. La seva duresa a l'escala de Mohs es troba entre 2,5 i 3. Moltes de les associacions reportades de digenita i djurleïta, identificades per difracció de pols, podrien ser en realitat anilita i djurleïta, perquè l'anilita es transforma en digenita en ser molta. Un estudi recent ha demostrat l'existència d'una sèrie completa solució sòlida entre l'alta digenita (cúbica, digenita d'alta temperatura] i la brasilianita.
Segons la classificació de Nickel-Strunz, la digenita pertany a «02.BA: sulfurs metàl·lics amb proporció M:S > 1:1 (principalment 2:1) amb coure, plata i/o or», juntament amb els minerals següents: calcocita, djurleïta, geerita, roxbyita, anilita, bornita, bellidoïta, berzelianita, athabascaïta, umangita, rickardita, weissita, acantita, mckinstryita, stromeyerita, jalpaïta, selenojalpaïta, eucairita, aguilarita, naumannita, cervel·leïta, hessita, chenguodaïta, henryita, stützita, argirodita, canfieldita, putzita, fischesserita, penzhinita, petrovskaïta, petzita, uytenbogaardtita, bezsmertnovita, bilibinskita i bogdanovita.

## Formació i jaciments
Es troba en dipòsits hidrotermals de coure d'origen orimari i secundari. Es forma sota una àmplia gamma de condicions. Ha estat reportada en intrusions màfiques, com un producte d'exhalació volcànica, i en pegmatites. Sol trobar-se associada a altres minerals com: calcocita, djurleïta, bornita, calcopirita, pirita i altres minerals de coure. Va ser descoberta l'any 1844 als dipòsits de coure-pissarra de Sangerhausen (Saxònia-Anhalt, Alemanya).
Als territoris de parla catalana ha estat descrita a unes mines de plom anomenades Linda Mariquita (El Molar, Priorat), a la mina Gerona de Ribes de Freser, a la mina Eureka (La Torre de Cabdella, Pallars Jussà), a Xella (Canal de Navarrés), al Correc d'en Llinassos (Oms, Rosselló) i al Mas Vicenç (Queixàs, Rossellló).

## Grup calcocita-digenita
El grup calcocita-digenita està format per quatre espècies minerals:
| Espècie   | Fórmula |
| --------- | ------- |
| Calcocita | Cu₂S    |
| Digenita  | Cu9S₅   |
| Djurleïta | Cu31S16 |
| Roxbyita  | Cu9S₅   |